# Scrum Guide
Uzasadnienie: za mało treści na osobne hasło
Scrum Guide – oficjalny przewodnik po Scrumie autorstwa Kena Schwabera i Jeffa Sutherlanda. Jego pierwsza wersja została opublikowana w 2010 roku. Na przestrzeni lat doczekał się sześciu dużych aktualizacji. Ostatnia z nich miała miejsce w listopadzie 2020 roku. Przewodnik jest dostępny w 54 wersjach językowych.